# 水谷瞬
水谷 瞬（みずたに しゅん、本名：水谷 ジェッシー 瞬〈みずたに ジェッシー しゅん〉、2001年3月9日 - ）は、愛知県津島市出身のプロ野球選手（外野手）。右投右打。北海道日本ハムファイターズ所属。

## 経歴

### プロ入り前
小学4年生から「神島田クラブ」において軟式野球を始め、津島市立暁中学校時代は硬式野球の「愛知津島ボーイズ」で投手兼一塁手としてプレーしたのち、島根県江津市の石見智翠館高等学校へ進学。甲子園出場の経験は無いが、左翼手のレギュラーを掴んだ2年生の秋には、秋季中国大会進出を果たす。4番に座った3年生の春の春季島根大会を制し、春季中国大会に進出。1回戦の対宇部鴻城高校戦では、5打数3安打、1本塁打、2打点の活躍をする。3年生の夏の第100回選手権島根大会は、決勝戦で益田東高校に敗れ準優勝だった。高校通算21本塁打。
2018年10月25日に行われたプロ野球ドラフト会議において、福岡ソフトバンクホークスからドラフト5巡目指名され、11月13日、江津市内にて入団交渉を行い、契約金3500万円、年俸500万円（金額は推定）で契約合意に達した。背番号は59。担当スカウトは山崎賢一。入寮の際には、初心を思い出すという意味で、小学校6年生の時に祖父からオーダーメイドで作って貰ったグラブを持参した。

### ソフトバンク時代
2019年は、右肘や肩など相次ぐ故障に悩まされた。主に三軍の試合に出場。三軍戦68試合に出場し、打率.216、2本塁打、23打点、8盗塁の成績を残した。二軍公式戦へは4試合のみの出場だった。オフは松田宣浩への弟子入りを志願し、年明けのグアムでの自主トレに同行した。
2020年は、二軍公式戦では50試合に出場し、打率.250、4本塁打、15打点、5盗塁。三軍戦において17試合に出場し、打率.358、2本塁打、3打点の成績を残した。この年時点でドラフト時より体重を10kg近く増量させた。オフには前年に続き、松田の自主トレに同行した。
2021年は、二軍公式戦では69試合に出場し、打率.276、4本塁打、29打点、8盗塁。三軍戦において32試合に出場し、打率.295、0本塁打、10打点、4盗塁の成績を残した。オフには3年連続で松田と自主トレを共にするも、松田が新型コロナウイルスの陽性判定を受け、所轄保健所より濃厚接触者と判断されたため、他選手や一般人と接触のない方法・場所で自主トレを続けた
2022年は春季キャンプでA組（一軍）に参加するもスランプに陥り、その後、右肩を故障した。二軍より三軍の試合への出場が多くなり、二軍公式戦では13試合の出場で打率.256、1本塁打、3打点、0盗塁の成績で、三軍戦は44試合の出場で打率.269、4本塁打、22打点、3盗塁の成績だった。自主トレをともにしていた松田はこの年限りで退団しており、オフの自主トレは単身でドミニカ共和国に渡り、ケーテル・マルテから打撃の心得を学んだ。
2023年はオープン戦途中までは一軍メンバーだったものの、この年も開幕を二軍で迎えた。開幕直後は打撃不振に陥り、4月下旬には一時三軍降格したものの、8月以降は打撃の調子が上向き、二軍公式戦83試合の出場で、打率.259、4本塁打、35打点、1盗塁の成績だった。また、三軍・四軍の試合であるファーム非公式戦への出場は46試合で、打率.363、4本塁打、41打点、6盗塁の成績だった。この年も一軍での出場は無かったものの、初めて怪我をせずに過ごせたシーズンだったという。10月に参加したみやざきフェニックス・リーグでは、翌年より一軍監督を務める小久保裕紀より「今だったら（一軍で）勝負できるぐらいだと思う。だいぶ型が見つかってきている」と評価を受けた。11月8日に球団との契約更改交渉に臨んだが、条件提示について考える時間が欲しいとの理由で翌年の契約を保留した。18日に臨んだ2度目の交渉では、20万円増の推定年俸560万円でサインした。取材に対し、前回は金額面についての保留ではなく「いろいろ話をしたくて、前回は時間がなくなって保留の形になった」と改めて保留した理由を説明した。

### 日本ハム時代

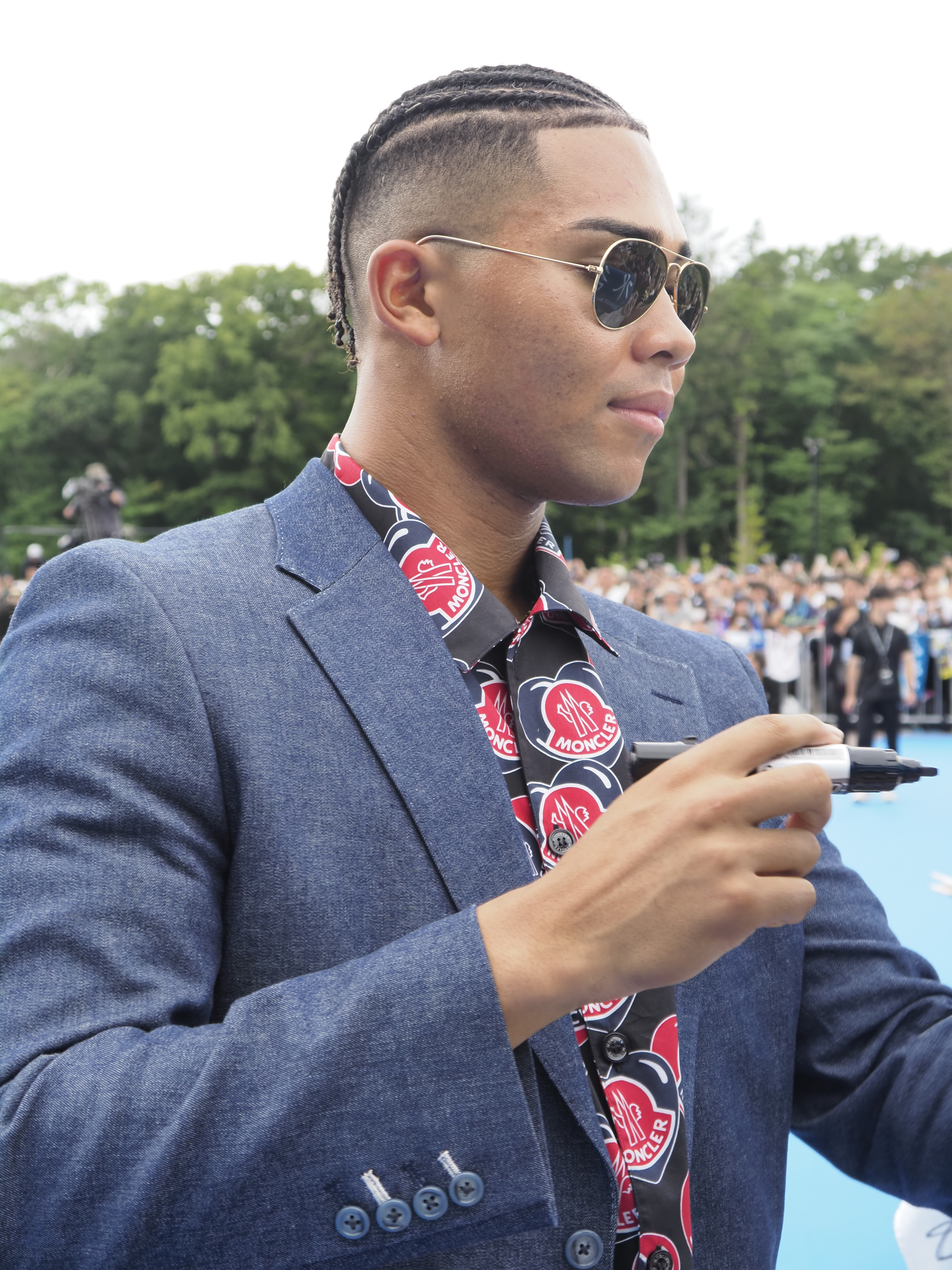
2024年7月23日、オールスターゲーム第1戦でのブルーカーペットイベントにて

2023年12月8日、現役ドラフトで北海道日本ハムファイターズに指名され、移籍することが決まった。背番号は53。
2024年の春季キャンプは第4クールから一軍に合流し、オープン戦3試合に出場するも7打数無安打で、開幕を二軍で迎えた。二軍戦13試合に出場して打率.286、4本塁打、12打点、特に14安打のうち8本が長打と好調な打撃を見せ、4月9日にソフトバンク時代も合わせて初の一軍昇格を果たした。4月11日、北九州市民球場で行われた古巣・ソフトバンク戦で「6番・左翼手」として一軍初先発出場を果たし、第2打席で左翼前にプロ初安打・初打点を記録した。しかし、4試合で打率1割台の成績で4月22日に抹消となった。抹消後、二軍でさらに4本塁打を記録し、イースタン・リーグの本塁打数トップとなると、5月21日に一軍に再昇格した。5月29日の阪神タイガース戦（阪神甲子園球場）でも「1番・左翼手」として先発出場。4打数3安打とプロ初の猛打賞を記録し、勝利に貢献した。6月2日の横浜DeNAベイスターズ戦（エスコンフィールドHOKKAIDO）では第2打席で左中間へ本塁打性の打球を放つも二塁打と判定されたが、第3打席でほぼ同じ方向へ打球を飛ばし、プロ初本塁打となる2点本塁打を記録した（詳細後述）。セ・パ交流戦期間中は18試合のうち15試合連続安打を含む16試合で安打を記録し、うち8試合で複数安打、7試合で長打を放つなど絶好調で、最終的に通算64打数28安打で、2015年の秋山翔吾（.432）を超える交流戦史上最高打率.438を記録し、交流戦MVPを獲得した。日本ハムの選手が同賞を受賞するのは2007年のライアン・グリン以来で、打者の受賞は初。レギュラーシーズンでは97試合出場、打率.287、9本塁打、39打点の成績を残した。クライマックスシリーズは6打数0安打に終わった。12月3日、2140万円増となる推定年俸2700万円で契約を更改した。
2025年は、ラグザス 侍ジャパンシリーズ2025のオランダ代表戦（強化試合）に日本代表として初選出され、3月5日の第1戦では1番打者として起用され初回から先頭打者本塁打を放つなど活躍を見せた。しかしその後、オープン戦期間中の3月22日に左脇腹の違和感で離脱し、開幕は出遅れる。4月18日に一軍復帰し、翌日の復帰2戦目には同年初本塁打を記録するも、6試合の出場で打率1割台と低迷し、5月2日に登録を抹消された。

## 選手としての特徴
50m6秒の俊足と140m越えの飛距離も魅力の大型外野手。2023年からノーステップの打撃フォームを取り入れている。

## 人物
ナイジェリア人の父と日本人の母の間に生まれ、「ジェッシー」というミドルネームを持つ。または目標とする選手から「スタントン」と呼ばれている。間違えて「ジェシー」と呼ばれることがあるが、本人は「ジェシーではなくジェッシーと呼んで」と言っている。
大の阪神ファンである。趣味はスニーカーを集めることと相撲観戦。相撲は漫画『バチバチ』をきっかけに好きになり、ソフトバンク在籍時には九州場所を観戦したこともある。好きな力士に貴景勝や豊昇龍の名前を挙げている。
2024年6月2日のエスコンフィールドHOKKAIDOでの横浜DeNAベイスターズ戦の第3打席で一軍初の本塁打を放ったが、その前の第2打席でも幻の本塁打があった。第2打席の打球は左中間フェンス最上部の青いライン上にある柵に直撃。同球場のルールでは青いラインを越えると本塁打の判定のはずだったが、柵で跳ね返ったボールがグラウンド内に戻り、そのままインプレーと判断されたことで水谷は二塁でストップし、二塁打の記録になった。スロー映像も流れる試合中継の実況アナウンサーと視聴者は、本来は本塁打であろうことは判別できたものの、この試合はデイゲームで外光を採り入れるための球場のガラス壁が光り輝いており、三塁コーチを務めていた森本稀哲や監督の新庄剛志は、そのまぶしさで柵越えの境目が判別できなかったと証言している。そのため新庄はリクエストの要求を行わなかったが、プレー再開後に幻の本塁打だったことに気付いて悔しがるそぶりを見せた。この幻の本塁打を受けて新庄は今後も同様のケースが生まれないよう提案を行い、日本ハム球団社長の小村勝も改善策を検討する意向を示した。その後の第3打席では、水谷はほとんど同じ方向の左中間フェンスをしっかりと越える一軍初本塁打を打ち直し、のちにコメントで「打ち直した方がかっこいい。話のネタにはなったんで良かった」と笑い飛ばしている。また、この一軍初本塁打を放った後に、ソフトバンク時代の先輩である松田宣浩のパフォーマンスである「熱男」のポーズを決めた。これはソフトバンク時代に自主トレを共にした松田への感謝の思いのみならず、2020年に急逝した三軍コンディショニング担当の川村隆史へも向けたものであり、川村の急逝時から「1本目を打ったらやろう」と決めていたパフォーマンスであった。

## 詳細情報

### 年度別打撃成績
| 年 度     | 球 団     | 試 合 | 打 席 | 打 数 | 得 点 | 安 打 | 二 塁 打 | 三 塁 打 | 本 塁 打 | 塁 打 | 打 点 | 盗 塁 | 盗 塁 死 | 犠 打 | 犠 飛 | 四 球 | 敬 遠 | 死 球 | 三 振 | 併 殺 打 | 打 率 | 出 塁 率 | 長 打 率 | O P S |
| --------- | --------- | ----- | ----- | ----- | ----- | ----- | -------- | -------- | -------- | ----- | ----- | ----- | -------- | ----- | ----- | ----- | ----- | ----- | ----- | -------- | ----- | -------- | -------- | ----- |
| 2024      | 日本ハム  | 97    | 353   | 327   | 41    | 94    | 18       | 3        | 9        | 145   | 39    | 4     | 1        | 1     | 1     | 21    | 2     | 3     | 79    | 3        | .287  | .335     | .443     | .779  |
| 通算：6年 | 通算：6年 | 97    | 353   | 327   | 41    | 94    | 18       | 3        | 9        | 145   | 39    | 4     | 1        | 1     | 1     | 21    | 2     | 3     | 79    | 3        | .287  | .335     | .443     | .779  |

- 2024年度シーズン終了時

### 年度別守備成績
| 年 度 | 球 団    | 外野  | 外野  | 外野  | 外野  | 外野  | 外野     |
| 年 度 | 球 団    | 試 合 | 刺 殺 | 補 殺 | 失 策 | 併 殺 | 守 備 率 |
| ----- | -------- | ----- | ----- | ----- | ----- | ----- | -------- |
| 2024  | 日本ハム | 84    | 161   | 4     | 3     | 0     | .980     |
| 通算  | 通算     | 84    | 161   | 4     | 3     | 0     | .980     |

- 2024年度シーズン終了時

### 表彰
- セ・パ交流戦 最優秀選手賞：1回（2024年）

### 記録
初記録
- 初出場・初先発出場：2024年4月11日、対福岡ソフトバンクホークス2回戦（北九州市民球場）、「6番・左翼手」で先発出場[63]
- 初打席：同上、2回表に大関友久から空振り三振
- 初安打・初打点：同上、3回表に大関友久から左前適時打[63]
- 初本塁打：2024年6月2日、対横浜DeNAベイスターズ3回戦（エスコンフィールドHOKKAIDO）、4回裏に大貫晋一から左中間越2ラン[41]
- 初盗塁：2024年8月22日、対千葉ロッテマリーンズ24回戦（ZOZOマリンスタジアム）、3回表に二盗（投手：佐々木朗希、捕手：松川虎生）[64]

その他の記録
- オールスターゲーム出場：1回（2024年）

### 背番号
- 59（2019年[8] - 2023年）
- 53（2024年[35] - ）

### 登場曲
- 「Bang Bang」Jessie J（2019年）
- 「I'll Be Missing You」Puff Daddy（2019年）
- 「Back Stage」BAD HOP（2020年）
- 「Stronger」Dove Cameron（2020年）
- 「Back Stage feat. Tiji Jojo」YZERR（BAD HOP）（2021年 - ）
- 「Superhero」Unknown Brain feat. Chris Linton（2021年 - ）[65]
- 「うまぴょい伝説」（2024年6月13日）[66][注釈 1]

- 「ultra soul」B'z（2024年6月21日 -）